# كابي (لاعب كرة قدم مواليد 1981)
كابي (بالإسبانية: Manuel Borja Calvar)‏ هو لاعب كرة قدم إسباني في مركز الدفاع، ولد في 2 أبريل 1981 في فيغو في إسبانيا. لعب مع ريال سرقسطة وريال مورسيا وسيلتا فيغو ب ونادي أورينسي ونادي بونتيفيدرا ونادي لاس بالماس.

## وصلات خارجية
- كابي (لاعب كرة قدم مواليد 1981) على موقع قاعدة بيانات كرة القدم.إي يو (الإنجليزية)
- كابي (لاعب كرة قدم مواليد 1981) على موقع Soccerway.com (الإنجليزية)